# Martine Marandel
Martine Marandel (* 9. Juni 1946 in Fontainebleau) ist die derzeitige Präsidentin des Internationalen Frauenrats.

## Karriere
Nach dem Abitur studierte sie an der Hochschule für Verwaltung in Bégué und schloss das Studium 1973 als eingetragene Buchhalterin ab. Im Jahr 1978 begann sie, sich in den wirtschaftlichen und sozialen Einrichtungen der Medef, die als Vertreterin der Interessen regionaler Unternehmen und Gewerkschaften fungiert und beim Verband der Unternehmerinnen (Femmes Chefs d'Entreprises – FCE) zu engagieren. Nachdem sie zunächst Vorstandsmitglied war, wurde sie im Jahr 2011 Präsidentin der Kommission für wirtschaftliche Intelligenz.
1998 wurde sie zur Präsidentin der Femmes Chefs d'Enterprises Association (FCEA) gewählt.
Im Jahr 2005 wurde Marandel in den Vorstand des Conseil national des femmes françaises (Nationalrat der französischen Frauen) berufen, der sie 2012 zur Präsidentin wählte.
Drei Jahre später gelang ihr der Aufstieg in den Vorstand des Internationalen Frauenrats. Auf der Generalversammlung 2022 in Avignon wurde sie auch dort schließlich zur Präsidentin gewählt.